# Bellefontaine, Vosges
Bellefontaine là một xã, nằm ở tỉnh Vosges trong vùng Grand Est của Pháp. Xã này có diện tích 39,11 km², dân số năm 2005 là 913 người. Xã này nằm ở khu vực có độ cao trung bình 550 m trên mực nước biển.
Dân địa phương tiếng Pháp gọi là Bellifontains.

## Biến động dân số
| 1793 | 1800 | 1806 | 1821 | 1831 | 1836 | 1841 | 1846 | 1851 |
| ---- | ---- | ---- | ---- | ---- | ---- | ---- | ---- | ---- |
| 1753 | 1990 | 2172 | 2381 | 2580 | 2650 | 2527 | 2580 | -    |

| 1856 | 1861 | 1866 | 1872 | 1876 | 1881 | 1886 | 1891 | 1896 |
| ---- | ---- | ---- | ---- | ---- | ---- | ---- | ---- | ---- |
| 2280 | 2266 | 2136 | 2133 | 2050 | 1884 | 1806 | 1725 | 1656 |

| 1901 | 1906 | 1911 | 1921 | 1926 | 1931 | 1936 | 1946 | 1954 |
| ---- | ---- | ---- | ---- | ---- | ---- | ---- | ---- | ---- |
| 1598 | 1573 | 1584 | 1404 | 1391 | 1318 | 1335 | 1249 | 1170 |

| 1962                                         | 1968 | 1975 | 1982 | 1990 | 1999 | 2005 | - | - |
| -------------------------------------------- | ---- | ---- | ---- | ---- | ---- | ---- | - | - |
| 1021                                         | 927  | 888  | 875  | 917  | 856  | 913  | - | - |
| Số liệu kể từ 1962 : dân số không tính trùng |      |      |      |      |      |      |   |   |